# Te Deum (film)
Pour les articles homonymes, voir Te Deum (homonymie).
Pour plus de détails, voir Fiche technique et Distribution.
Te Deum (Te deum) est un western spaghetti italo-espagnol réalisé par Enzo G. Castellari et sorti en 1972.

## Synopsis
À sa mort, un vieil escroc nomme la famille Brown héritière d'une mine d'or. Comme le vieil homme était connu pour arnaquer les imprudents en leur vendant des mines inexistantes, les Brown ne prennent pas l'affaire au sérieux. Mais Grant, un individu ambitieux, essaie de voler leur titre de propriété. Au dernier moment, Tedeum, fils des Brown, parvient à l'éviter. Aidé d'un hors-la-loi déguisé en moine, il se débarrassera de Grant et de ses sbires.

## Fiche technique
Sauf indication contraire, les informations mentionnées dans cette section peuvent être confirmées par la base de données cinématographiques IMDb,  présente dans la section « Liens externes ».
- Titre italien : Te deum[1]
- Titre espagnol : Tedeum
- Titre français : Te Deum[2]
- Réalisateur : Enzo G. Castellari
- Scénario : Enzo G. Castellari, Tito Carpi (it), Giovanni Simonelli (it), José Gutiérrez Maesso (es)
- Photographie : Manuel Rojas
- Montage : Vincenzo Tomassi (it)
- Effets spéciaux : Sergio Chiusi
- Musique : Guido et Maurizio De Angelis
- Décors : Enzo Bulgarelli
- Costumes : Luciano Sagoni
- Maquillage : Marcello Meniconi
- Production : Franco Palaggi (it), Virgilio De Blasi
- Société de production : FP Cinematografica, Canaria Film, Tecisa Film
- Pays de production :  Italie -  Espagne
- Langue de tournage : italien - espagnol
- Format : Couleur par Technicolor - 2,35:1 - Son mono - 35 mm
- Durée : 99 minutes (1 h 39)
- Genre : Western spaghetti
- Dates de sortie :
  - Italie : 5 décembre 1972
  - France : 11 octobre 1973
  - Espagne : 15 octobre 1973 (Barcelone)

## Distribution
- Jack Palance (VF : Jean Amadou) : Buck Santini / Pater Jackleg
- Giancarlo Prete (sous le nom de « Timothy Brent ») (VF : Bernard Murat) : Te Deum Manure
- Lionel Stander (VF : Henry Djanik) : Stinky Manure, le père de Te Deum
- Francesca Romana Coluzzi (VF : Nelly Benedetti) : Betty Brown
- Eduardo Fajardo (VF : Jean Berger) : Grant
- Ana Suriani (sous le nom de « Mabel Karin ») (VF : Béatrice Delfe) : Wendy Brown
- Ángel Álvarez : Billy, le commissaire-priseur
- Riccardo Garrone (VF : Jacques Deschamps) : Le shérif
- Dante Cleri (VF : Daniel Brémont) : Un passager du train
- Maria Vico (VF : Paule Emanuele) : maman Manure
- Ettore Mattia (VF : Albert Médina) : Henry Jackson, un avoué
- Michele Spadaro Cimarosa (VF : Gérard Hernandez) : le mexicain
- Giulio Massimini
- Bruno Boschetti : Le serveur dans le train
- Miguel Pedregosa
- Rocco Lerro (VF : Michel Paulin) : Blake
- Michele Spadaro
- Carla Calò (VF : Lita Recio) : l'aubergiste mexicaine
- Carla Mancini
- Franco Borelli : L'employé de banque
- Renzo Palmer (VF : Pierre Collet) : Rags Manure